# BMW N62

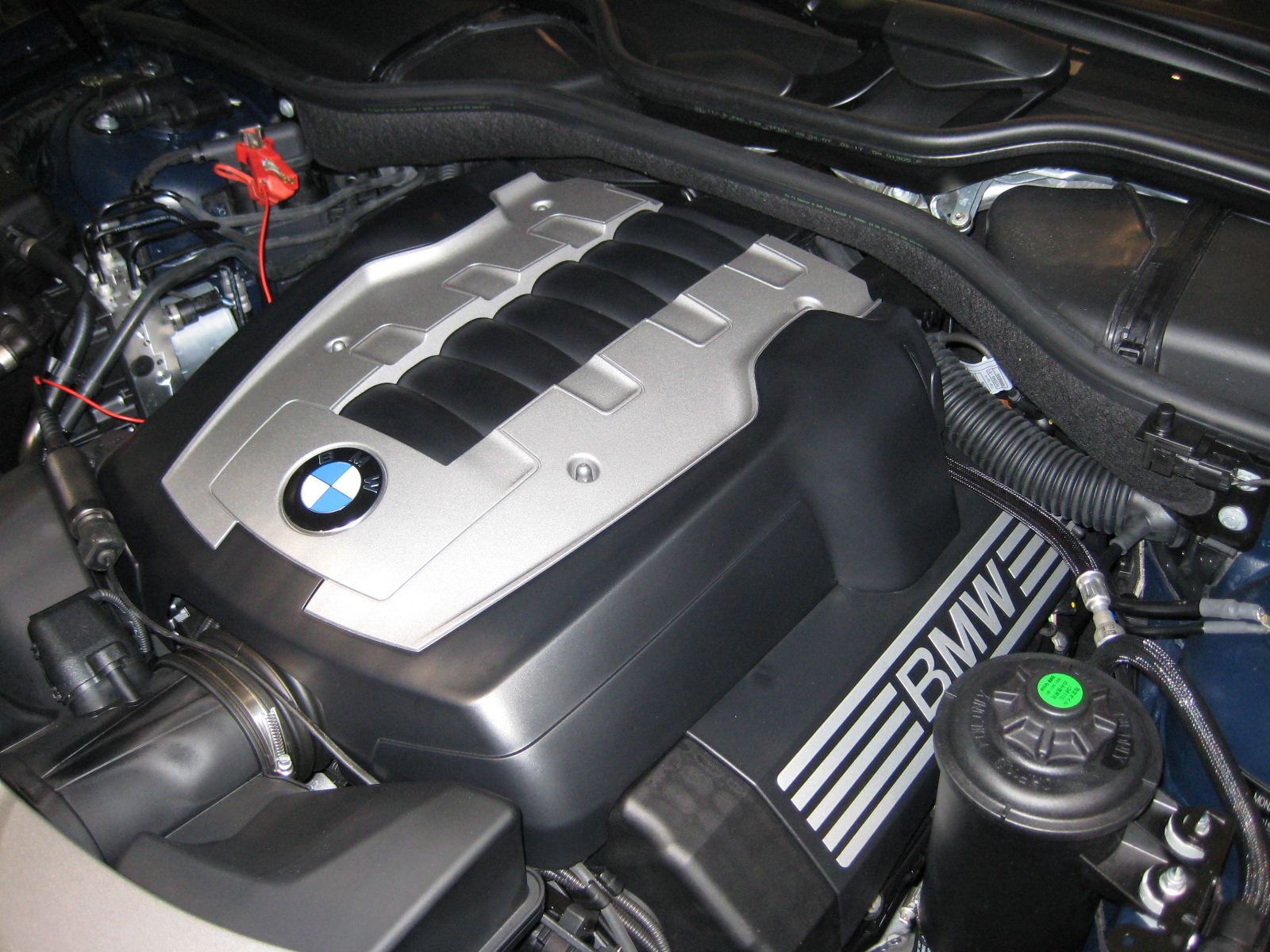
De BMW N62B48.

De BMW N62 is een serie V8-benzinemotoren van BMW die vanaf 2001 worden geproduceerd.
De motor komt in verschillende varianten voor, met de jaren groeide ook de cilinderinhoud. In 2002 behaalde hij bij de International Engine of the Year de prijs Best New Engine Above 4.0L.

## Specificaties
| Motor  | Inhoud    | Vermogen                    | Koppel             | Maximaal toerental | Jaar |
| ------ | --------- | --------------------------- | ------------------ | ------------------ | ---- |
| N62B36 | 3.600 cm³ | 200 kW (272 pk) @ 6.200 tpm | 360 Nm @ 3.700 tpm | 6.500 tpm          | 2001 |
| N62B40 | 4.000 cm³ | 225 kW (306 pk) @ 6.300 tpm | 390 Nm @ 3.500 tpm | 6.500 tpm          | 2005 |
| N62B44 | 4.398 cm³ | 235 kW (319 pk) @ 6.100 tpm | 440 Nm @ 3.700 tpm | 6.500 tpm          | 2004 |
| N62B44 | 4.398 cm³ | 245 kW (333 pk) @ 6.100 tpm | 450 Nm @ 3.600 tpm | 6.500 tpm          | 2002 |
| N62B48 | 4.799 cm³ | 265 kW (360 pk) @ 6.200 tpm | 500 Nm @ 3.500 tpm | 6.500 tpm          | 2004 |
| N62B48 | 4.799 cm³ | 270 kW (367 pk) @ 6.300 tpm | 490 Nm @ 3.400 tpm | 6.500 tpm          | 2005 |